# 新屋駅 (秋田県)
新屋駅（あらやえき）は、秋田県秋田市新屋扇町（おおぎまち）にある、東日本旅客鉄道（JR東日本）羽越本線の駅である。

## 歴史
- 1920年（大正9年）2月22日：国鉄の駅として河辺郡新屋町に開業[2]。
- 1964年（昭和39年）10月1日：専用線発着を除く貨物の取り扱いを廃止[2]。
- 1985年（昭和60年）3月14日：荷物の取り扱いを廃止[2]。
- 1986年（昭和61年）11月1日：車扱貨物の取り扱いを全廃[2]。
  - このころまで、当駅から国立食糧倉庫へ至る専用線[注 1]と、十條パルプ工場（旧・十條製紙秋田工場）への専用線があった。パルプ工場からは数多くの貨物列車が設定されていたが、1986年（昭和61年）3月19日に工場が閉鎖されたために廃止された。跡地は解体されて更地になり、現在はその一部が西部工業団地になっている。国立食糧倉庫への専用線は1970年代に貨物列車の設定が無くなったものの、1990年（平成2年）3月の倉庫の用途廃止まで線路が残っていた。
- 1987年（昭和62年）4月1日：国鉄分割民営化により、JR東日本の駅となる[2]。
- 2003年（平成15年）4月1日：駅業務委託を開始。
- 2016年（平成28年）
  - 3月26日：快速の停車駅となる[報道 1]。
  - 6月17日：駅舎待合室内に小さな図書館を開設[報道 2][新聞 1]。
  - 11月：駅舎リニューアル工事に着手[報道 3]。
  - 12月24日：駅舎リニューアル工事が完成[報道 4]。
- 2019年（平成31年）3月5日：ホーム側駅舎の外壁に、大森山動物園のアートサインを設置[報道 5]。
- 2023年（令和5年）5月27日：秋田駅方面においてICカード「Suica」の利用が可能となる[報道 6][報道 7]。
- 2024年（令和6年）10月1日：えきねっとQチケのサービスを開始[1][報道 8]。

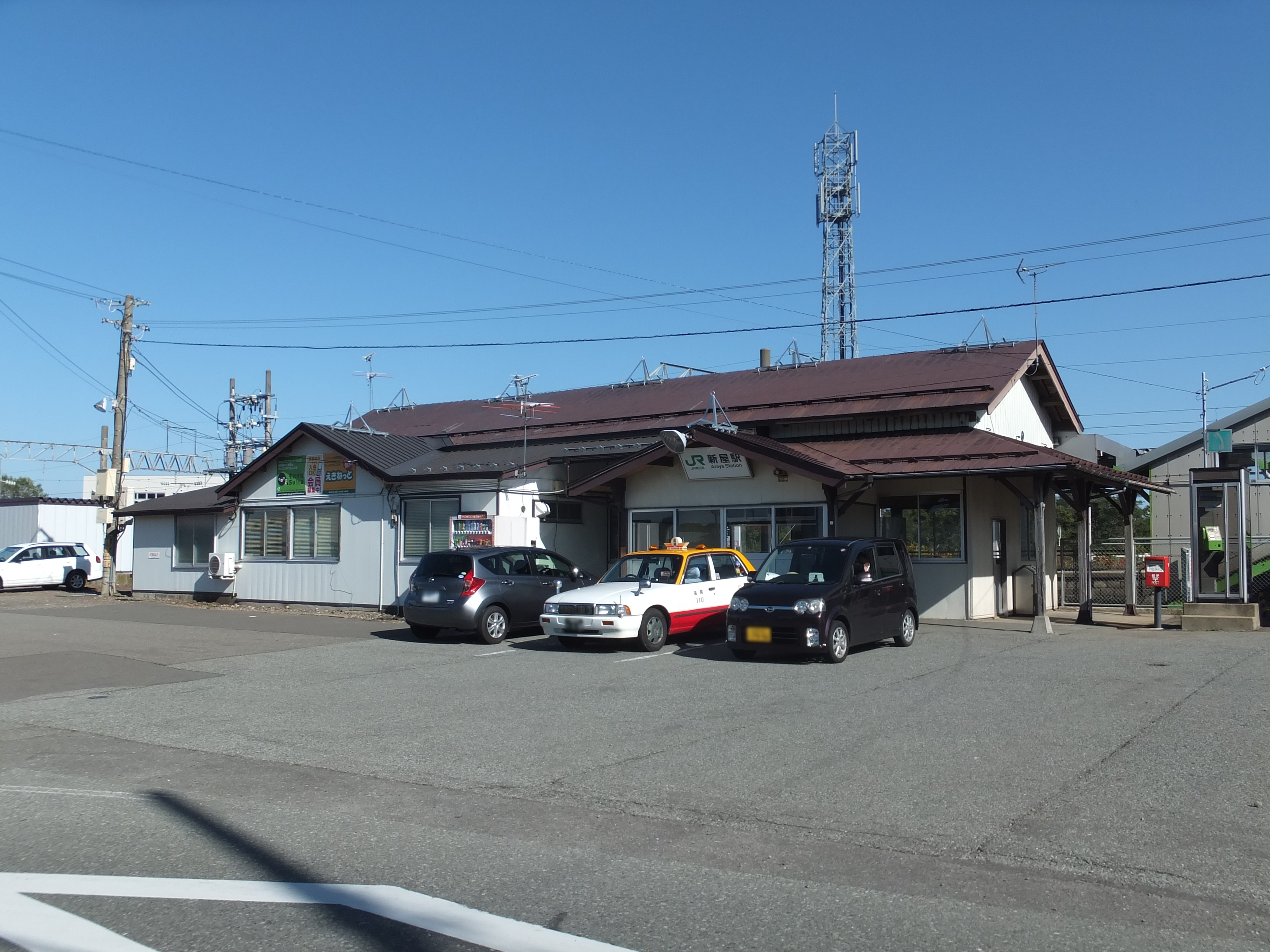
リニューアル前の駅舎 （2016年10月）
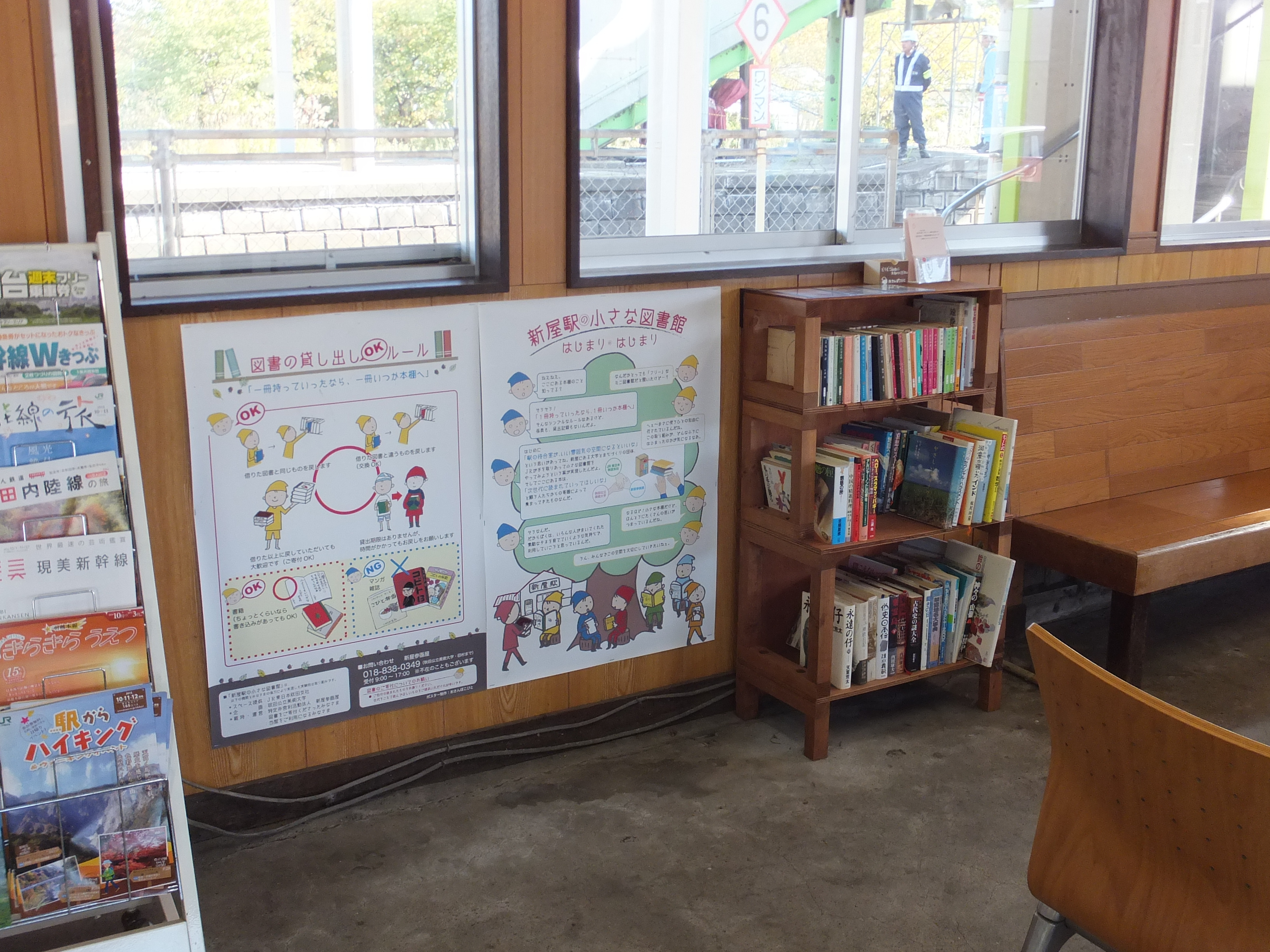
待合室内に設けられた書棚 （2016年10月）

## 駅構造
島式ホーム1面2線を持つ地上駅である。終日にわたり、秋田駅と当駅を結ぶ区間列車が設定されている。
秋田駅管理の業務委託駅で、JR東日本東北総合サービスが業務を行っている。みどりの窓口・自動券売機・簡易Suica改札機・乗車駅証明書発行機が設置されている。木造駅舎を有する。
駅舎の一部はJR東日本東北総合サービス秋田支店中央ブロック中央施設管理事務所となっている。

### のりば
| 番線 | 路線      | 方向 | 行先     | 備考                           |
| ---- | --------- | ---- | -------- | ------------------------------ |
| 1    | ■羽越本線 | 下り | 秋田方面 |                                |
| 2    | ■羽越本線 | 下り | 秋田方面 | 主に当駅止まりによる折り返し便 |
| 2    | ■羽越本線 | 上り | 酒田方面 |                                |

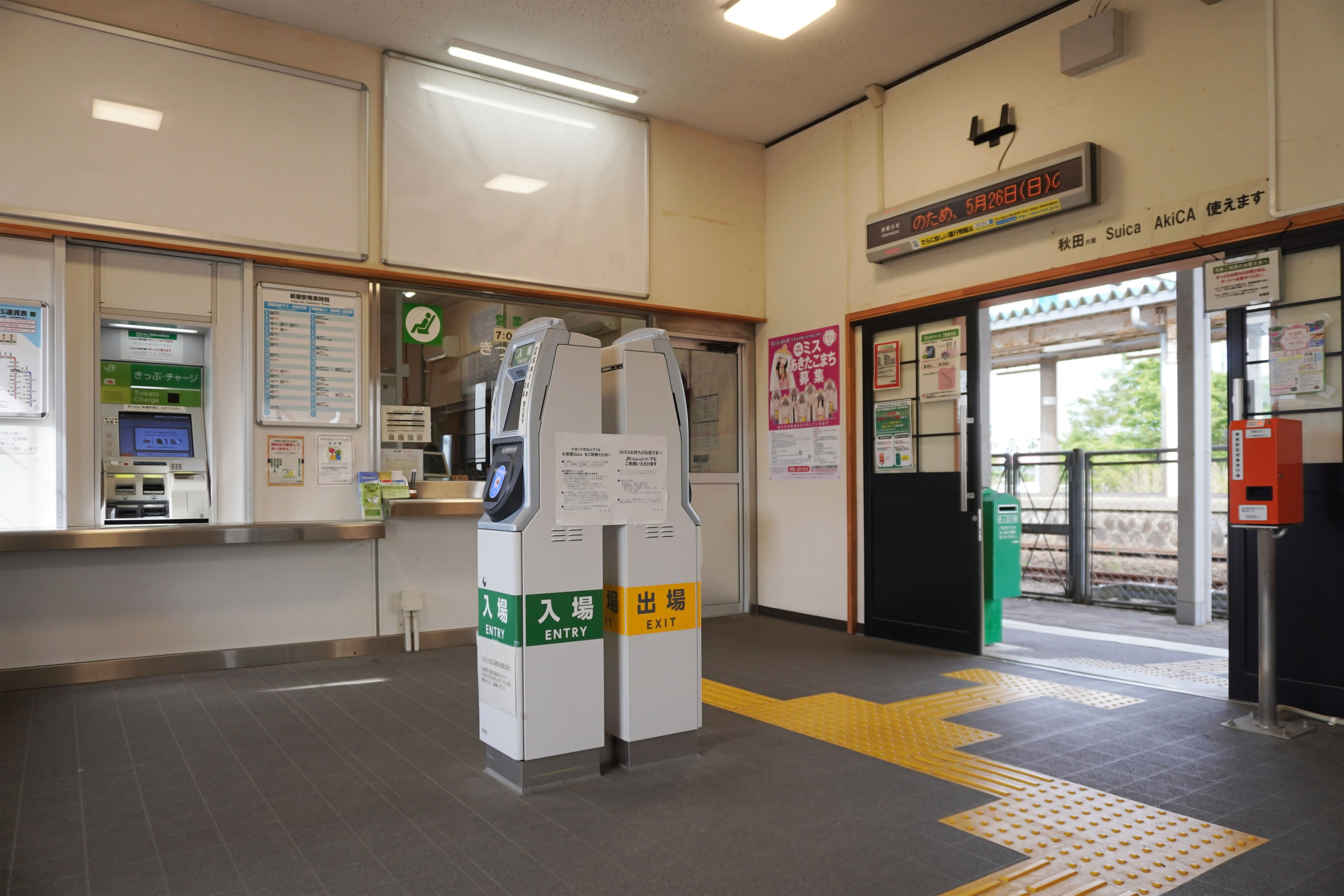
改札口と切符売り場（2024年5月）
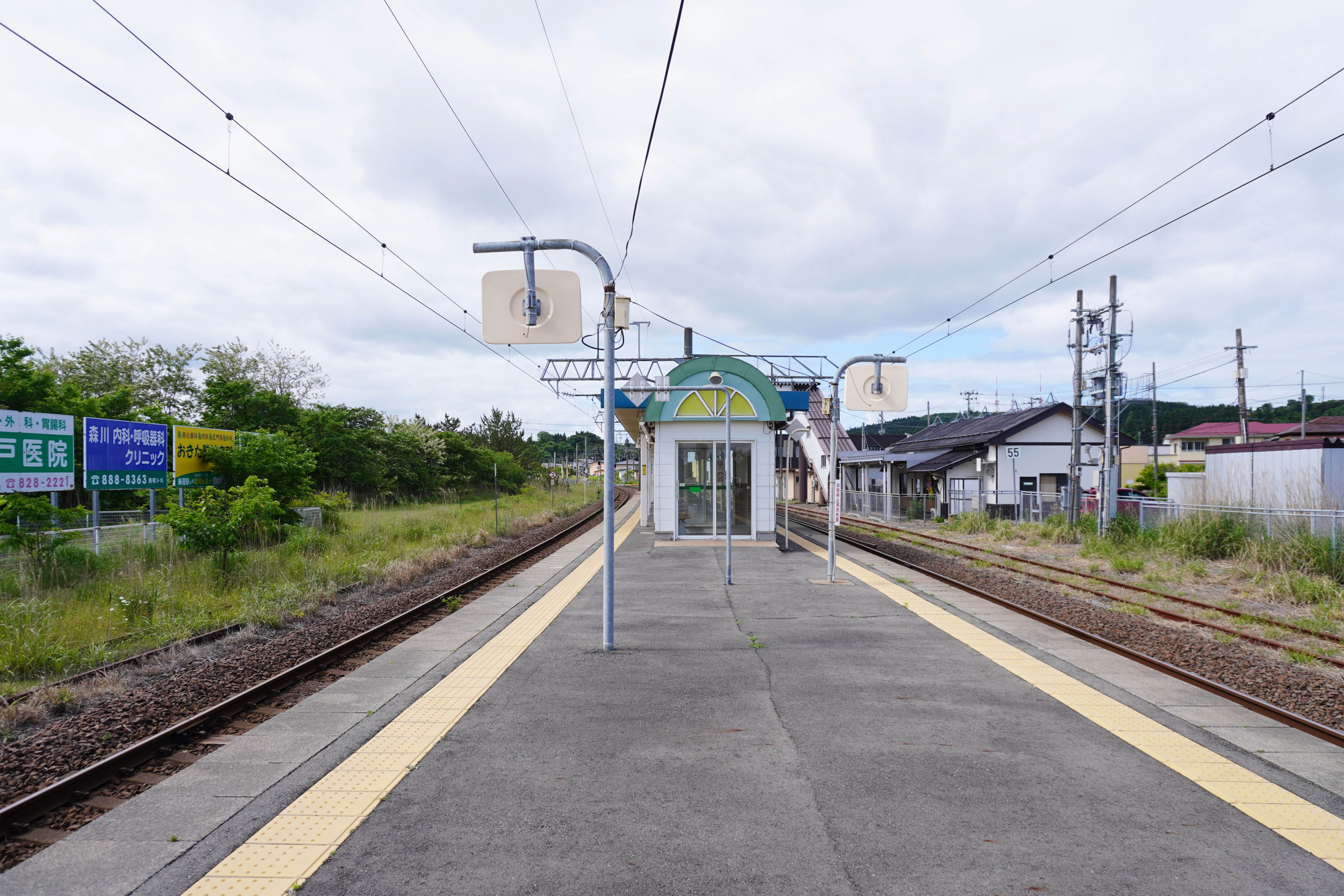
ホーム（2024年5月）

## 利用状況
JR東日本によると、2023年度（令和5年度）の1日平均乗車人員は831人である。
2000年度（平成12年度）以降の推移は以下のとおりである。
| 1日平均乗車人員推移 | 1日平均乗車人員推移 | 1日平均乗車人員推移 | 1日平均乗車人員推移 | 1日平均乗車人員推移 |
| 年度                | 定期外              | 定期                | 合計                | 出典                |
| ------------------- | ------------------- | ------------------- | ------------------- | ------------------- |
| 2000年（平成12年）  |                     |                     | 1,092               | [ 利用客数 2 ]      |
| 2001年（平成13年）  |                     |                     | 1,050               | [ 利用客数 3 ]      |
| 2002年（平成14年）  |                     |                     | 1,033               | [ 利用客数 4 ]      |
| 2003年（平成15年）  |                     |                     | 1,002               | [ 利用客数 5 ]      |
| 2004年（平成16年）  |                     |                     | 967                 | [ 利用客数 6 ]      |
| 2005年（平成17年）  |                     |                     | 1,008               | [ 利用客数 7 ]      |
| 2006年（平成18年）  |                     |                     | 1,021               | [ 利用客数 8 ]      |
| 2007年（平成19年）  |                     |                     | 1,022               | [ 利用客数 9 ]      |
| 2008年（平成20年）  |                     |                     | 971                 | [ 利用客数 10 ]     |
| 2009年（平成21年）  |                     |                     | 925                 | [ 利用客数 11 ]     |
| 2010年（平成22年）  |                     |                     | 938                 | [ 利用客数 12 ]     |
| 2011年（平成23年）  |                     |                     | 952                 | [ 利用客数 13 ]     |
| 2012年（平成24年）  | 212                 | 723                 | 936                 | [ 利用客数 14 ]     |
| 2013年（平成25年）  | 218                 | 738                 | 956                 | [ 利用客数 15 ]     |
| 2014年（平成26年）  | 196                 | 684                 | 881                 | [ 利用客数 16 ]     |
| 2015年（平成27年）  | 194                 | 683                 | 878                 | [ 利用客数 17 ]     |
| 2016年（平成28年）  | 201                 | 702                 | 903                 | [ 利用客数 18 ]     |
| 2017年（平成29年）  | 192                 | 691                 | 884                 | [ 利用客数 19 ]     |
| 2018年（平成30年）  | 195                 | 725                 | 921                 | [ 利用客数 20 ]     |
| 2019年（令和元年）  | 191                 | 750                 | 942                 | [ 利用客数 21 ]     |
| 2020年（令和02年）  | 138                 | 694                 | 833                 | [ 利用客数 22 ]     |
| 2021年（令和03年）  | 145                 | 648                 | 794                 | [ 利用客数 23 ]     |
| 2022年（令和04年）  | 159                 | 658                 | 818                 | [ 利用客数 24 ]     |
| 2023年（令和05年）  | 194                 | 636                 | 831                 | [ 利用客数 1 ]      |

## 駅周辺
- 秋田市西部市民サービスセンター

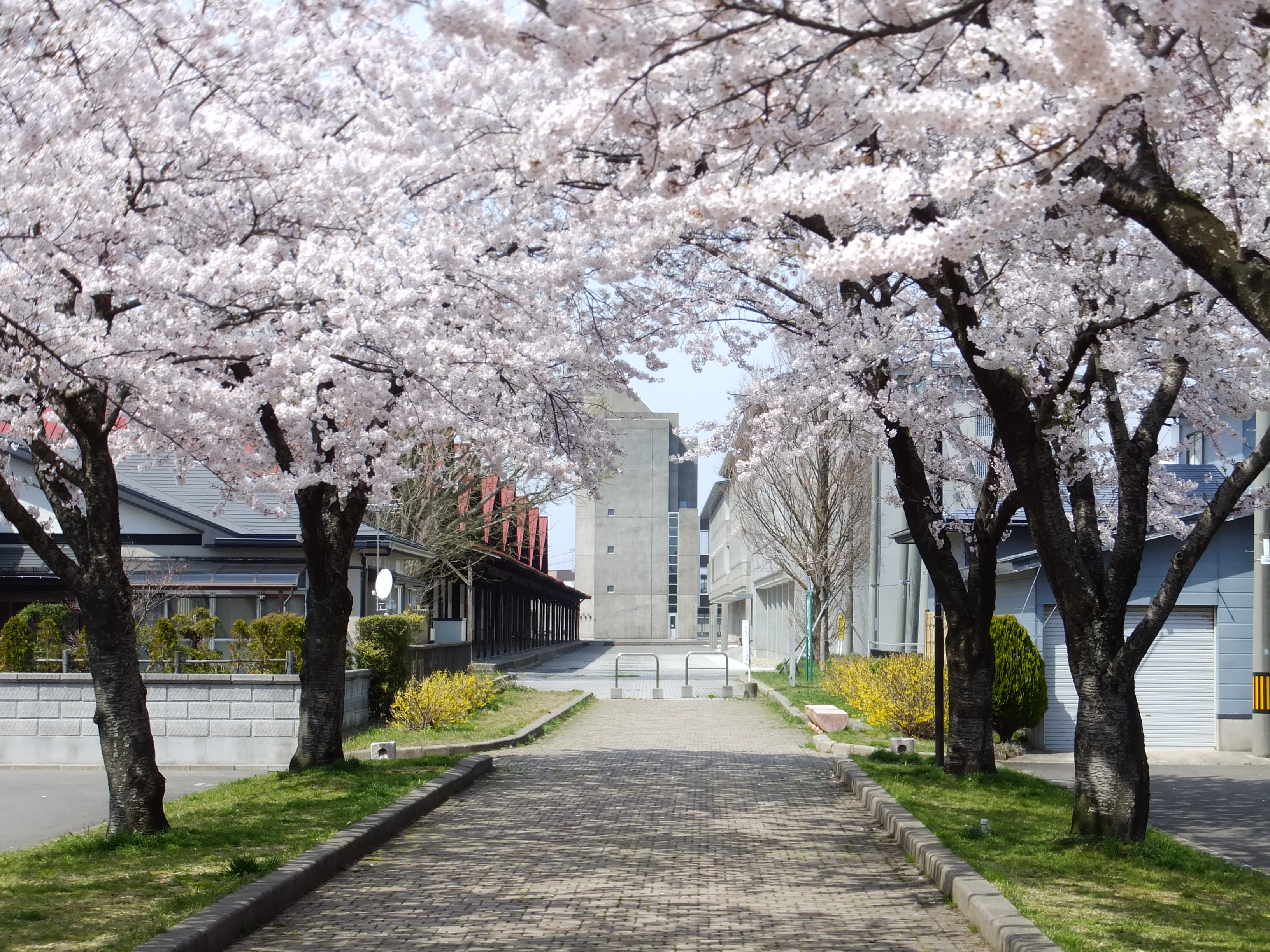
新屋駅から秋田公立美術大学へと続く遊歩道。かつての貨物専用線跡地を利用して整備された。

  - 秋田中央交通新屋案内所（「西部サービスセンター（西部SC）」停留所）
- 秋田中央警察署新屋交番
- 秋田銀行新屋支店
- 秋田なまはげ農業協同組合新屋駅前支店
- 新屋駅前郵便局
- 新屋郵便局
- 秋田市新屋ガラス工房
- 秋田公立美術大学・アトリエももさだ（市民開放型アトリエ）・秋田市立新屋図書館
  - 上記3件は同一敷地内にあり、新屋駅前との間に食糧倉庫専用線跡を利用した遊歩道が整備されている[新聞 2]。
- 秋田市立秋田西中学校
- 秋田県道56号秋田天王線
- 秋田県道65号寺内新屋雄和線
- 秋田市西部工業団地
- 日吉神社
- 大川端帯状近隣公園（あらやさくら公園）
- 秋田県立新屋運動広場
- 大森山
- ドジャース 新屋店
- ハッピー・ドラッグ 秋田新屋店

### バス路線
駅周辺には「新屋駅前」や「新屋踏切前」などの停留所があり、秋田中央交通の路線バスや秋田市マイタウン・バス西部線豊岩コースの路線が発着する。

## 隣の駅
東日本旅客鉄道（JR東日本）
■羽越本線
下浜駅 - 桂根駅（※） - 新屋駅 - 羽後牛島駅
（※）一部の列車のみ桂根駅に停車する。

### 記事本文